# Rubem Medina
Rubem Medina (Rio de Janeiro, 1º de setembro de 1942) é um empresário, economista e político brasileiro que exerceu nove mandatos de deputado federal pelo Rio de Janeiro.

## Biografia
Rubem é judeu, filho do empresário e promotor cultural paraense Abraham Medina e de Rachel Medina.

## Televisão
Começou sua vida pública na televisão, realizando reportagens especiais no programa Noite de Gala, da TV Rio, que havia sido criado em 1955 por seu pai, Abraham Medina. O programa era líder de audiência e contava com a participação de pioneiros na televisão brasileira, como Flávio Cavalcanti, Sérgio Porto e Murilo Néri. Na mesma emissora foi exibida a entrevista com John Kennedy realizada na Casa Branca antes dos trágicos acontecimentos em Dallas. Ainda no Noite de Gala condenou a atitude do governo militar que havia prendido o ex-presidente Juscelino Kubitschek. Antes do encerramento o programa foi retirado do ar pela censura. Juscelino agradeceu publicamente o gesto de Medina.

## Política
Começou sua carreira política pelo MDB ao eleger-se deputado federal pela Guanabara em 1966 tornando-se um dos parlamentares mais experientes da Câmara dos Deputados a ponto de desde os tempos do antigo Distrito Federal, Guanabara e a seguir do novo estado do Rio de Janeiro, ter menos mandatos apenas que Miro Teixeira e ser vice-líder nessa estatística ao lado de Simão Sessim.
Entre 1977/78 presidiu a CPI do Congresso sobre a “Desnacionalização da Economia Brasileira”, e participou da CPI sobre “Especulação Imobiliária”. Na Assembleia Nacional Constituinte concentrou-se nos trabalhos da Comissão da Ordem Econômica.

## Projetos de lei
Foi o autor de projetos de lei para a criação do estágio remunerado para estudantes (PL 604 de 1967) e para o menor aprendiz (PL 384 de 1995). Elaborou uma proposta de Reforma Tributária (PEC 579/1998) que reduziria o número de impostos de cinquenta para apenas seis; e de uma Política Nacional para o Microempresário.

## Redemocratização
Com o início da abertura política, em 1979, Rubem Medina passou apoiou a iniciativa do presidente João Figueiredo, que enfrentava resistências à redemocratização. Em 1984 foi um dos fundadores do Partido da Frente Liberal 

## Publicidade
Desde 1985 é vice-presidente da Artplan, agência de publicidade do Rio de Janeiro que dirige com seu irmão Roberto Medina. A Artplan assina alguns dos eventos mais marcantes para a promoção do Rio de Janeiro, como as nove edições do festival Rock in Rio.